# Solo (canção de Jennie)
"Solo" (estilizado em letras maiúsculas) é o single de estreia da cantora e rapper sul-coreana Jennie.  Lançada em 12 de novembro de 2018, pela YG Entertainment e Interscope Records, a canção foi escrita e produzida por Teddy e 24. Musicalmente, "Solo" é uma canção dance, pop e hip hop com elementos EDM. Seu conteúdo lírico gira em torno do tema da independência após um rompimento.
"Solo" foi um sucesso comercial na Coreia do Sul, alcançando o topo da Gaon Digital Chart e da Billboard K-pop Hot 100 por duas semanas. Internacionalmente, tornou-se o primeiro líder das paradas de Jennie na parada Billboard World Digital Song nos Estados Unidos, e estreou nas paradas de vários outros países, incluindo Canadá, Japão, Malásia, Nova Zelândia, Escócia, Singapura e o Reino Unido. Recebeu duas certificações de platina da Korea Music Content Association (KMCA): pela venda de mais de 2,5 milhões de unidades digitais e por ultrapassar 100 milhões de streams.
Um videoclipe da canção foi dirigido por Han Sa-min e carregado no canal do YouTube do Blackpink simultaneamente com o lançamento do single. O vídeo foi filmado no Reino Unido e retrata a transformação de Jennie de uma mulher inocente em uma mulher forte e independente. O vídeo acumulou mais de 1 bilhão de visualizações e é o vídeo mais visto por uma solista feminina de K-pop na plataforma.

## Antecedentes e lançamento
Em 18 de outubro de 2018, YG anunciou que todas as integrantes do Blackpink estavam preparando lançamentos solo, com Jennie lançando uma canção em novembro de 2018. Em 27 de outubro, a YG lançou um pôster promocional em várias contas de mídia social. Um vídeo teaser de 23 segundos foi carregado um dia depois no canal oficial de Blackpink no YouTube. O clipe mostra Jennie deitada em uma cama e mencionando seu nome repetidamente. O segundo teaser foi postado uma semana depois, mostrando ela se apresentando com várias roupas em um estúdio fotográfico. O terceiro e último teaser foi postado quatro dias antes do lançamento do single, mostrando-a com roupas diferentes em vários locais. "Solo" foi lançado para download digital e streaming em 12 de novembro de 2018, através da YG e Interscope. Uma versão física do single foi lançada em 18 de novembro de 2018, trazendo a canção e seu instrumental. Junto com o CD, foram lançados em versão especial um photobook de 72 páginas, um pôster frente e verso, um photocard aleatório e um cartão postal com letras.

## Gravação e composição
Em entrevista coletiva realizada em 12 de novembro de 2018, Jennie falou sobre a criação da canção, afirmando: "Quando eu estiver no estúdio de Teddy, ele fará uma canção e eu apenas gravarei o guia para ela. Não era que ele estivesse trabalhando em uma faixa solo para mim. Ele apenas disse: 'Tenho algo novo, vamos tentar'. Então eu gravei a canção que ele tinha, e ela se encaixou perfeitamente". Ela também descreveu o significado por trás da canção como "Quando você está namorando alguém, você tende a apresentar o que a outra pessoa quer, em vez de seu verdadeiro eu. Eu queria expressar esse sentimento. Em vez da ferida no coração resultante de um rompimento, eu queria me expressar mais livremente". Embora Jennie não seja creditada como compositora, ela criou o conceito por trás da canção. Ela disse ao The Hollywood Reporter: "Então, eu inseri muitas das minhas ideias no conceito, no estilo e tudo mais. Então, tive uma conexão forte desde o início, eu acho." Jennie explicou como "Solo" foi escrito por Teddy e produzido por ele ao lado de 24. a canção é composta em tonalidade de Mi bemol menor em um andamento de 95 batidas por minuto e dura 2:49. Foi descrita como uma canção dance, pop e hip hop, com elementos EDM. Kang Kyung-yoon da SBS observou que as letras seguem dois temas; uma garota fraca e introvertida e uma "mulher independente, mas forte.

## Promoção
Porque sua primeira aparição como artista solo no Inkigayo da SBS e Show! Music Core da MBC foi adiado porque as emissoras cancelaram todas as apresentações agendadas para aquela semana, a YG Entertainment enviou vídeos da coreografia da canção no YouTube para os fãs. Sua dança foi coreografada por Kiel Tutin, Kyle Hanagami e Shackkings. A YG Entertainment então exibiu a série Jennie – 'Solo' Diary no YouTube, compartilhando vislumbres de seu trabalho durante o período de promoção do single.

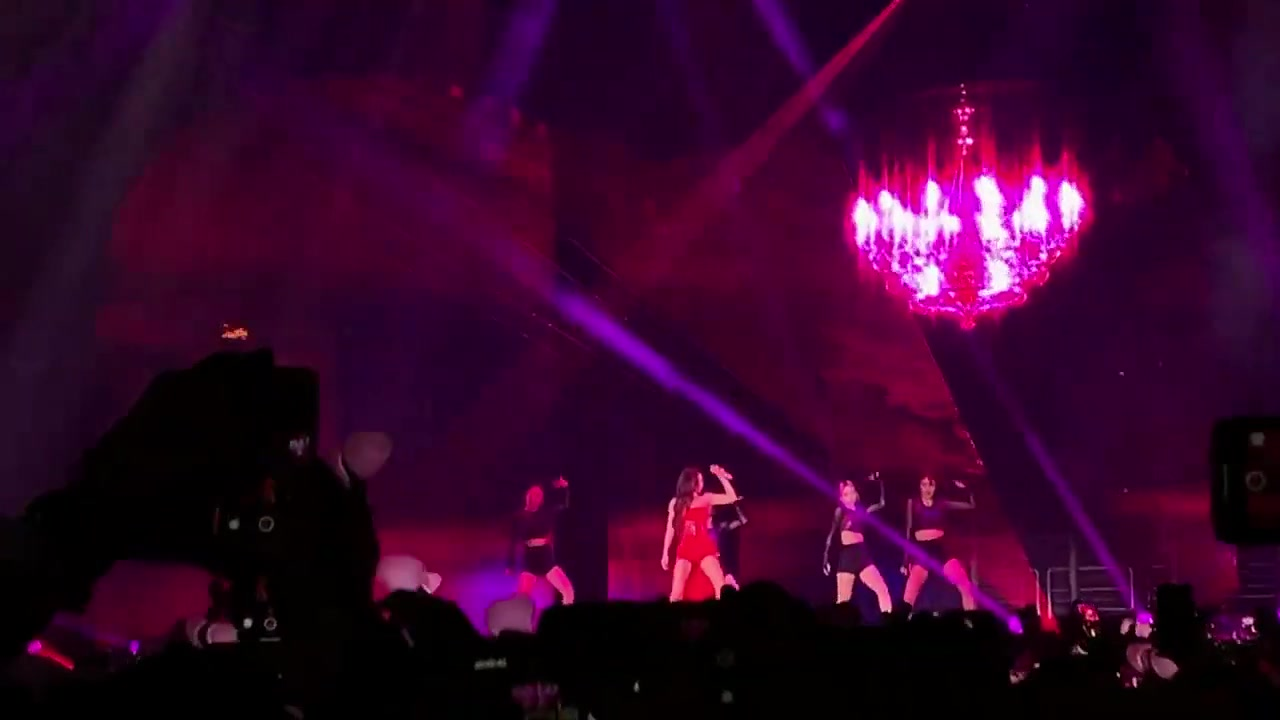
Jennie apresentando "Solo" em 17 de abril de 2019, em Los Angeles.

Jennie apresentou "Solo" em diversas ocasiões. O single foi apresentado pela primeira vez por Jennie durante o show de Blackpink na Olympic Gymnastics Arena em Seul em 10 e 11 de novembro de 2018. Ela apresentou "Solo" quatro vezes em novembro e dezembro no Inkigayo da SBS e ganhou três vezes. No mesmo mês, "Solo" foi apresentada no SBS Gayo Daejeon, ao lado de "Ddu-Du Ddu-Du". Além disso, "Solo" foi apresentada durante o palco de estreia do Blackpink no festival Coachella em 12 de abril de 2019. Uma versão ao vivo de "Solo", que foi gravada em 24 de dezembro de 2018, foi incluída no primeiro álbum ao vivo do Blackpink Blackpink Arena Tour 2018 "Special Final In Kyocera Dome Osaka", que foi lançado em 22 de março de 2019, através da YGEX. Em 2 de julho de 2023, Jennie cantou "Solo" durante o repertório de Blackpink como atração principal do BST Hyde Park em Londres.

## Desempenho comercial
"Solo" estreou em primeiro lugar na Gaon Digital Chart na semana que terminou em 17 de novembro. No geral, a canção permaneceu entre o top dez da parada por 13 semanas consecutivas e passou 33 semanas no top cem da parada. Além disso, liderou as paradas componentes Download e Streaming. O lançamento em CD do single alcançou a posição número dois da Gaon Album Chart, vendendo 45.000 cópias em dois meses, tornando-se o 100º álbum mais vendido de 2018. Em abril de 2021, vendeu mais de 100.000 cópias. Eventualmente, "Solo" se tornou a 86ª e 35ª canção com melhor desempenho de 2018 e 2019, respectivamente, na Coreia do Sul. A canção foi certificada como platina pela Korea Music Content Association (KMCA), tanto por ultrapassar 100 milhões de streams em 6 de junho de 2019, quanto por 2,5 milhões de downloads digitais pagos em 12 de março de 2020. A canção entrou na Billboard K-pop Hot 100 na edição da parada de 24 de novembro em primeiro lugar. Na semana seguinte, caiu para o número dez, mas alcançou o topo novamente na semana seguinte. Ficou 25 semanas na parada. A música alcançou ainda o número um em Singapura e na Malásia. No Japão, "Solo" estreou e alcançou a posição 22 na Billboard Japan Hot 100 na semana que terminou em 26 de novembro. Nos Estados Unidos, "Solo" estreou no topo da parada da Billboard World Digital Song Sales na edição de 1º de dezembro de 2018. Ela passou 25 semanas nessa parada. A música vendeu 10.000 cópias digitais nos EUA em dezembro de 2018. "Solo" também alcançou as paradas de singles no Canadá e na Escócia, enquanto alcançou o componente de Download do Reino Unido e a parada Hot Singles da Nova Zelândia. Em 30 de junho de 2021, a música ultrapassou 300 milhões de streams no Spotify, ultrapassando "Gangnam Style" de Psy em outubro do ano passado e se tornou a canção mais transmitida de um ato solo coreano na época.

## Videoclipe
Um videoclipe para a canção foi dirigido por Han Sa-min e filmado no Reino Unido. Em julho de 2020, o videoclipe ultrapassou 500 milhões de visualizações no YouTube. Com o feito, Jennie se tornou a primeira mulher solista coreana a ter um videoclipe com 500 milhões de visualizações. Em março de 2023, o videoclipe ultrapassou 900 milhões de visualizações, tornando-se o primeiro vídeo de uma solista coreana a atingir a marca.

## Versãoremix
Em 31 de janeiro de 2021, Jennie apresentou uma versão remix de "Solo" durante o show ao vivo do Blackpink, The Show. A versão remix incluiu um novo verso de rap escrito por Jennie e uma longa pausa para dança tropical. A versão remix da canção foi lançada em 1 de junho de 2021, como parte do álbum ao vivo Blackpink 2021 'The Show' Live.

## Créditos e pessoal
Créditos adaptados de Melon.
- Jennie – vocais
- Teddy – produtor, compositor, teclado
- 24 – produtor, compositor, arranjo, teclado

Videoclipe
- Han Sa-min – diretor de videoclipe

## Lista de faixas
Download digital e streaming
- 1. "Solo" – 2:49

CD single
- 1. "Solo" – 2:49
- 2. "Solo" (Instrumental) – 2:49

## Desempenho nas paradas musicais
| Parada (2018–23)                                    | Melhor posição |
| --------------------------------------------------- | -------------- |
| Canadá (Canadian Hot 100)                           | 67             |
| Coreia do Sul (Gaon)                                | 1              |
| Coreia do Sul (K-pop Hot 100)                       | 1              |
| Coreia do Sul Álbuns (Gaon)                         | 2              |
| Escócia (Scottish Singles Chart)                    | 80             |
| Estados Unidos World Digital Song Sales (Billboard) | 1              |
| Hungria (Single Top 40)                             | 31             |
| Japão (Japan Hot 100)                               | 22             |
| Malásia (RIM)                                       | 2              |
| Nova Zelândia Hot Singles (RMNZ)                    | 13             |
| Reino Unido (Singles Downloads Chart)               | 72             |
| Singapura (RIAS)                                    | 2              |
| Vietnã (Vietnam Hot 100)                            | 85             |

| Parada (2018)               | Melhor posição |
| --------------------------- | -------------- |
| Coreia do Sul (Gaon)        | 3              |
| Coreia do Sul Álbuns (Gaon) | 16             |

| Parada (2018)               | Posição |
| --------------------------- | ------- |
| Coreia do Sul (Gaon)        | 86      |
| Coreia do Sul Álbuns (Gaon) | 100     |

| Parada (2019)                                  | Posição |
| ---------------------------------------------- | ------- |
| Coreia do Sul (Gaon)                           | 35      |
| Estados Unidos World Digital Songs (Billboard) | 11      |

## Reconhecimentos
| Ano  | Organização             | Categoria                                  | Resultado | Ref.   |
| ---- | ----------------------- | ------------------------------------------ | --------- | ------ |
| 2019 | Gaon Chart Music Awards | Artista do Ano – Canção Digital (Novembro) | Venceu    | [ 60 ] |
| 2019 | Mnet Asian Music Awards | Melhor Performance de Dança Solo           | Indicado  | [ 61 ] |
| 2019 | Mnet Asian Music Awards | Canção do Ano                              | Indicado  | [ 61 ] |
| 2020 | Golden Disc Awards      | Melhor Canção Digital (Bonsang)            | Venceu    | [ 62 ] |
| 2020 | Golden Disc Awards      | Canção do Ano (Daesang)                    | Indicado  | [ 62 ] |

| Programa | Data                   | Ref.   |
| -------- | ---------------------- | ------ |
| Inkigayo | 25 de novembro de 2018 | [ 18 ] |
| Inkigayo | 2 de dezembro de 2018  | [ 18 ] |
| Inkigayo | 16 de dezembro de 2018 | [ 18 ] |

## Certificações
| Região | Certificação | Unidades certificadas/vendas |
| --- | ------------ | ---------------------------- |
| Coreia do Sul (KMCA)                                                                                              | Platina      | 2,500,000*                   |
| Coreia do Sul Álbum físico                                                                                        | —            | 198,997                      |
| Estados Unidos | —            | 10,000                       |
| Streaming |              |                              |
| Coreia do Sul (KMCA)                                                                                              | Platina      | 100,000,000†                 |
| *números de vendas baseados apenas na certificação. †valores apenas de streaming baseados apenas na certificação. |              |                              |

## Histórico de lançamento
| Região | Data                   | Versão                | Formato                       | Gravadora     | Ref.   |
| ------ | ---------------------- | --------------------- | ----------------------------- | ------------- | ------ |
| Várias | 12 de novembro de 2018 | Original              | Download digital streaming ': | YG Interscope | [ 63 ] |
| Várias | 18 de novembro de 2018 | Original Instrumental | CD                            | YG Interscope | [ 7 ]  |